# گمینا نگچویادا
گمینا نگچویادا (به لهستانی:  Gmina Niedźwiada) یک گمینا در لهستان است که در شهرستان لوبارتوف واقع شده‌است. گمینا نگچویادا ۹۵٫۸۲ کیلومتر مربع مساحت و ۶٬۳۱۲ نفر جمعیت دارد.